# Walk Around the Moon
| Оценки критиков | Оценки критиков |
| Источник        | Оценка          |
| --------------- | --------------- |
| AllMusic        | [ 1 ]           |

Walk Around the Moon — десятый студийный альбом американской рок-группы Dave Matthews Band, выпущенный 19 мая 2023 года. Это их первый диск после альбома 2018 года Come Tomorrow, первый без члена-основателя Бойда Тинсли, и первый с новым участником Бадди Стронгом. Ему предшествовал ведущий сингл «Madman’s Eyes».

## История
Семь из 12 треков альбома Walk Around the Moon были сыграны вживую до официального анонса альбома 24 января 2023 года. Композиция «Break Free» была впервые сыграна ещё в 2006 году со студийной сессии с Марком Бэтсоном. «Singing from the Windows» дебютировала на первом выступлении Дэйва Мэтьюса в период пандемии COVID-19, благотворительном прямом эфире «Pay It Forward», спонсируемом Verizon Wireless, 26 марта 2020 года. Дебют «The Ocean and the Butterfly» состоялся на благотворительном лайвстриме в декабре 2020 года. «Walk Around the Moon», «The Only Thing» и «Madman’s Eyes» были впервые исполнены вживую во время тура группы в 2021 году. Дебют песни «Something to Tell My Baby» состоялся во время трёхночного тура Дэйва Мэтьюса и Тима Рейнольдса по Мексике в 2022 году.

## Отзывы
По мнению Стивена Томаса Эрлевайна из AllMusic альбом Walk Around the Moon, «…как и многие альбомы 2023 года, он родился отчасти из пандемической изоляции, периода размышлений, когда Мэтьюсу удалось избежать меланхолии, которая нависла над ним в первые годы 2000-х. Включение нового клавишника Бадди Стронга помогло изменить основное звучание группы, сделав его более плотным и ритмичным».

## Список композиций
| №                   | Название                      | Автор(ы)                                                                                                  | Длительность |
| ------------------- | ----------------------------- | --- | ------------ |
| 1.                  | «Walk Around the Moon»        | Dave Matthews Carter Beauford Stefan Lessard Tim Reynolds Rashawn Ross Jeff Coffin Buddy Strong Rob Evans | 4:49         |
| 2.                  | «Madman's Eyes»               | Matthews Beauford Lessard Reynolds Ross Coffin Strong                                                     | 4:48         |
| 3.                  | «Looking for a Vein»          | Matthews Evans                                                                                            | 2:44         |
| 4.                  | «The Ocean and the Butterfly» | Matthews Beauford Lessard Reynolds Ross Coffin Strong                                                     | 3:05         |
| 5.                  | «It Could Happen»             | Matthews Beauford Lessard Reynolds Strong Ross                                                            | 2:46         |
| 6.                  | «Something to Tell My Baby»   | Matthews                                                                                                  | 2:32         |
| 7.                  | «After Everything»            | Matthews Beauford Lessard Reynolds Ross Coffin Strong                                                     | 2:47         |
| 8.                  | «All You Wanted Was Tomorrow» | Matthews Beauford Lessard Reynolds Ross Coffin Strong                                                     | 3:50         |
| 9.                  | «The Only Thing»              | Matthews Beauford Lessard Reynolds Ross Coffin Strong John Alagía                                         | 4:42         |
| 10.                 | «Break Free»                  | Matthews Mark Batson Beauford Lessard LeRoi Moore Boyd Tinsley                                            | 4:08         |
| 11.                 | «Monsters»                    | Matthews Beauford Reynolds Alagía                                                                         | 3:33         |
| 12.                 | «Singing from the Windows»    | Matthews                                                                                                  | 2:58         |
| Общая длительность: | Общая длительность:           | Общая длительность:                                                                                       | 42:42        |

## Участники записи
Dave Matthews Band
- Картер Бьюфорд — ударные, вокал
- Джефф Коффин — саксофон
- Стефан Лессард — бас-гитара
- Дэйв Мэттьюс — вокал, акустическая гитара, электрогитара
- Тим Рейнольдс — электрогитара
- Рашавн Росс — трумпетист
- Бадди Стронг — клавишные, орган, вокал

## Чарты
| Чарт (2023)                              | Высшая позиция |
| ---------------------------------------- | -------------- |
| Швейцария (Schweizer Hitparade)          | 98             |
| Великобритания (UK Digital Albums Chart) | 57             |
| США (Billboard 200)                      | 5              |